# Liste des championnes du monde poids mi-mouches de boxe anglaise
La liste des championnes du monde poids mi-mouches de boxe anglaise regroupe les championnes du monde de boxe anglaise de la catégorie des poids mi-mouches reconnues par les organisations suivantes :
- La WBA (World Boxing Association), fondée en 1921 et succédant à la NBA (National Boxing Association) en 1962,
- La WBC (World Boxing Council), fondée en 1963,
- L'IBF (International Boxing Federation), fondée en 1983,
- La WBO (World Boxing Organization), fondée en 1988.

Mise à jour : 13 janvier 2023

## WBA
| Gain du titre    | Perte du titre | Championne                    | Défenses |
| ---------------- | -------------- | ----------------------------- | -------- |
| 24 août 2007     | 2009           | Ju Hee Kim                    | 0        |
| 20 juin 2009     | 2020           | Yésica Bopp (en)              | 22       |
| 12 décembre 2020 |                | Maria Guadalupe Bautista (en) | 1        |

## WBC
| Gain du titre     | Perte du titre    | Championne              | Défenses |
| ----------------- | ----------------- | ----------------------- | -------- |
| 28 juin 2005      | 2006              | Eun Soon Choi           | 0        |
| 3 avril 2007      | 2008              | Siriporn Taweesuk       | 3        |
| 2 mai 2009        | 23 juin 2012      | Naomi Togashi (ja)      | 7        |
| 23 juin 2012      | 2013              | Esmeralda Moreno (en)   | 1        |
| 3 mars 2013       | 22 avril 2017     | Ibeth Zamora Silva (en) | 8        |
| 22 avril 2017     | 22 septembre 2018 | Esmeralda Moreno        | 1        |
| 22 septembre 2018 | 29 juillet 2022   | Yesenia Gómez (en)      | 4        |
| 29 juillet 2022   | 13 janvier 2023   | Kim Clavel              | 0        |
| 13 janvier 2023   |                   | Jessica Nery Plata (en) | 0        |

## IBF
| Gain du titre    | Perte du titre   | Championne                    | Défenses |
| ---------------- | ---------------- | ----------------------------- | -------- |
| 22 janvier 2011  | 16 avril 2011    | Irma Sánchez (en)             | 0        |
| 16 avril 2011    | 2012             | Jessica Chávez (en)           | 3        |
| 14 novembre 2013 | 4 mars 2017      | Naoko Shibata                 | 5        |
| 4 mars 2017      | 2018             | Alondra García                | 0        |
| 12 mai 2018      | 29 décembre 2018 | Guadalupe Bautista (en)       | 0        |
| 29 décembre 2018 |                  | Evelyn Nazarena Bermúdez (en) | 3        |

## WBO
| Gain du titre     | Perte du titre | Championne           | Défenses |
| ----------------- | -------------- | -------------------- | -------- |
| 6 novembre 2009   | 2015           | Yésica Bopp (en)     | 12       |
| 29 septembre 2015 | 2016           | Eun Hye Lee          | 0        |
| 20 août 2016      | 2017           | Louisa Hawton (en)   | 0        |
| 14 mai 2017       | 2017           | Hong Su-yun (en)     | 0        |
| 1er décembre 2017 | 2017           | Naoko Fujioka (en)   | 0        |
| 8 mars 2018       | 9 juillet 2021 | Tenkai Tsunami (en)  | 4        |
| 9 juillet 2021    |                | Seniesa Estrada (en) | 0        |